# انتخابات مجلس کره شمالی (۲۰۰۹)
انتخابات پارلمانی در کره شمالی، که منجر به تشکیل دوازدهمین مجمع عالی خلق شد در ۸ مارس ۲۰۰۹ برگزار شد.
همه کاندیدها از اعضای احزاب تشکیل دهنده جبهه دمکراتیک برای اتحاد مجدد سرزمین پدری بودند. در هر یک از ۶۸۷ منطقه یک کاندید مورد تأیید رهبری خلق کره رقابت می‌کرد که بدین ترتیب بی توجه به میزان حضور مردمی یک پیروزی کامل برای جبهه دمکراتیک تضمین شده بود. کیم-جونگ ایل رهبر دوفاکتو و رئیس کمیسیون ملی دفاع کره شمالی در حوزه انتخابیه ۳۳۳ رقابت کرد.

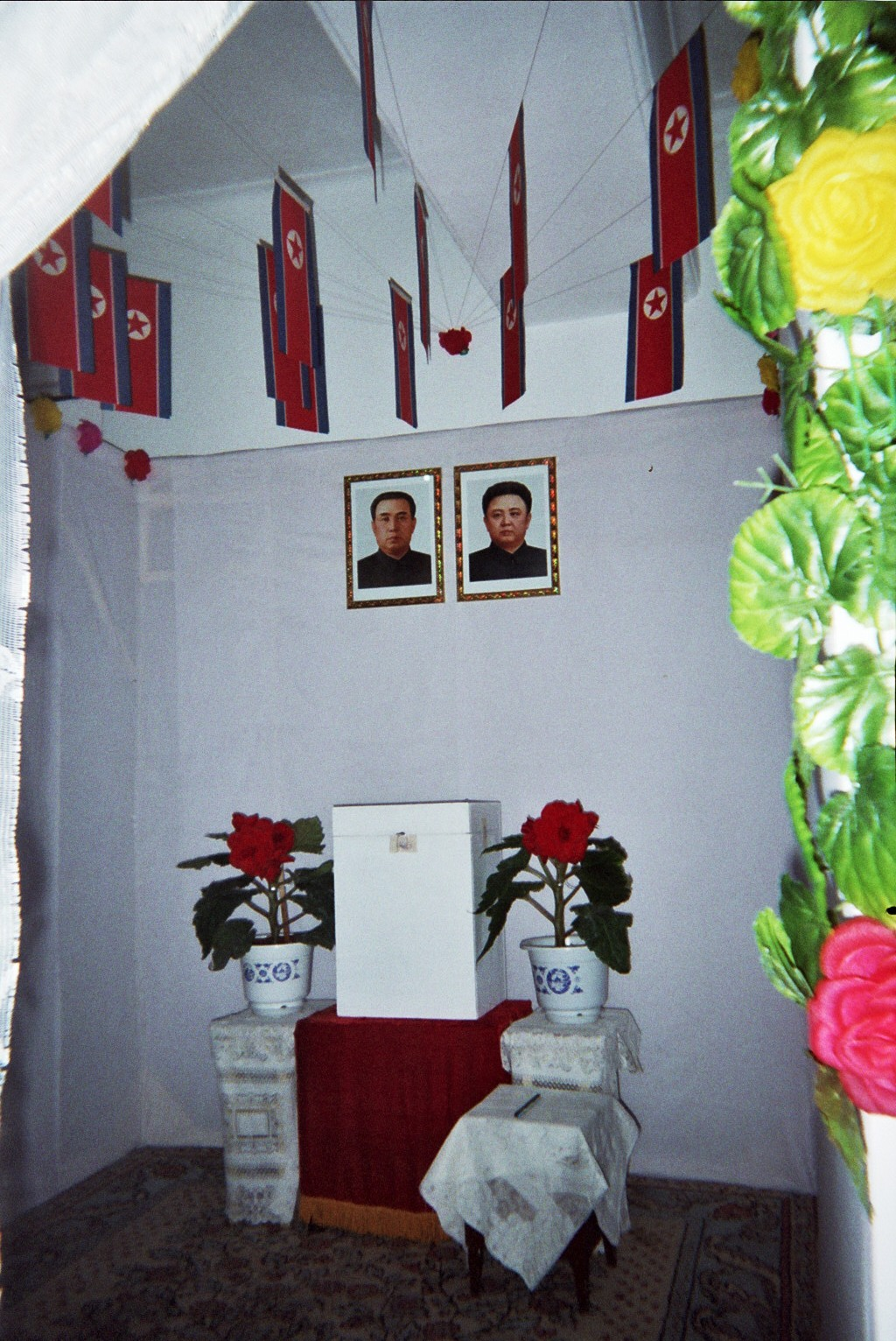
یکی از حوزه‌های رأی گیری در کره شمالی